# Pinino (powiat aleksandrowski)
Pinino – wieś w Polsce położona w województwie kujawsko-pomorskim, w powiecie aleksandrowskim, w gminie Aleksandrów Kujawski.
W latach 1975–1998 miejscowość administracyjnie należała do województwa włocławskiego.
Wieś w sołectwie Poczałkowo – zobacz jednostki pomocnicze gminy Aleksandrów Kujawski w  BIP.